# Prüfblatt

Beispiel einer Fehlersammelkarte

Ein Prüfblatt ist ein einfaches Dokument, das zum Sammeln von Daten in Echtzeit und an der Stelle, wo die Daten generiert werden, verwendet wird. Das Dokument ist typischerweise ein leeres Formular, das für die schnelle, einfache und effiziente Aufnahme der gewünschten Informationen dient, die entweder quantitativ oder qualitativ sind. Wenn die Information quantitative sind, wird das Prüfblatt auch als Strichliste bezeichnet. Ziel ist es, einen Überblick über den Qualitätsstatus zu erhalten und Verantwortlichen die Möglichkeit zu geben Entscheidungen auf der Grundlage von Fakten zu treffen.

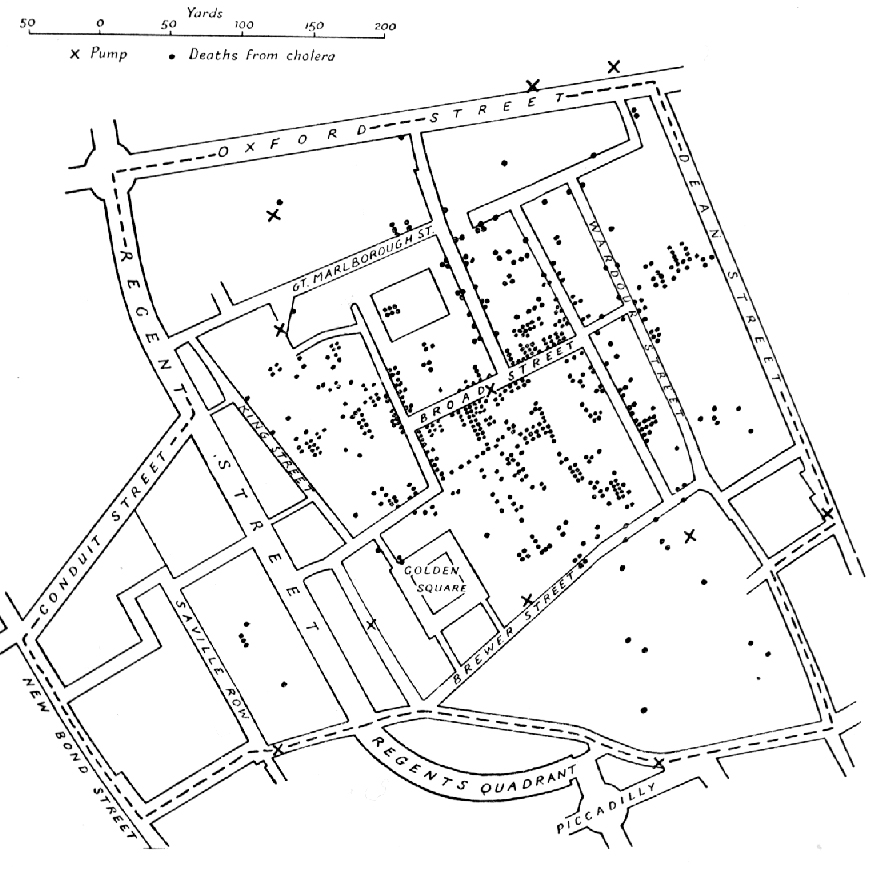
Konzentrationsgraf (nach John Snow (1813–1858): Verteilung von Cholera-Fällen 1854 in London)

Ein charakteristisches Merkmal des Prüfblatts ist, dass Daten mit Aufzählungszeichen aufgenommen werden. Ein typisches Prüfblatt ist in Abschnitte unterteilt, die unterschiedliche Bedeutung besitzen. Die Daten sind durch die Beobachtung der Lage und Anzahl der Markierungen auf dem Blatt zu lesen.
5 grundlegende Arten von Prüfblättern:
- Klassifizierung: Ein Merkmal wie ein Defekt oder Fehler muss in eine Kategorie eingestuft werden.
- Lage: Der Standort eines Merkmals wird auf einem Bild von einem Teil oder Element angegeben.
- Frequenz: Das Vorhandensein oder Fehlen eines Merkmals oder einer Kombination von Eigenschaften wird angezeigt. Auch die Anzahl von Vorkommen eines Merkmals auf einem Teil kann angegeben werden.
- Messskala: Eine Messskala ist in Intervalle unterteilt, und Messungen werden angegeben, indem das entsprechende Intervall markiert wird.
- Strichliste: Elemente, die für eine Aufgabe ausgeführt werden sollen, sind aufgelistet, so dass, wenn jedes erreicht ist, es als abgeschlossen markiert wird.

Das Prüfblatt ist eines der Sieben Werkzeuge der Qualität.